# Xã Spring Valley, Quận Dallas, Iowa
Xã Spring Valley (tiếng Anh: Spring Valley Township) là một xã thuộc quận Dallas, tiểu bang Iowa, Hoa Kỳ. Năm 2010, dân số của xã này là 8.333 người.